# 龙洋乡
龙洋乡，是中华人民共和国浙江省丽水市遂昌县下辖的一个乡镇级行政单位。

## 行政区划
龙洋乡下辖以下地区：
西滩村、埠头洋村、凉潭口村、九龙口村、龙洋村和黄赤村。